# 宮床村
宮床村（みやとこむら）は、昭和30年（1955年）まで宮城県黒川郡の南西部にあった村。現在の大和町宮床・小野および学苑・テクノヒルズ・もみじが丘・杜の丘にあたる。

## 沿革
- 明治22年（1889年）4月1日 - 町村制施行にともない、宮床村と小野村が合併して新制の宮床村が発足。
- 昭和30年（1955年）4月20日 - 吉岡町・落合村・鶴巣村・吉田村と合併し、大和町となる。

## 行政

### 歴代村長
| 代 | 氏名         | 就任                       | 退任                       | 備考 |
| -- | ------------ | -------------------------- | -------------------------- | ---- |
| 1  | 赤坂一学     | 明治22年（1889年）4月1日   | 明治32年（1899年）10月10日 |      |
| 2  | 伊達宗広     | 明治32年（1899年）11月20日 | 明治36年（1903年）11月10日 |      |
| 3  | 渡辺学而     | 明治36年（1903年）11月     | 大正9年（1920年）5月       |      |
| 4  | 青木源七郎   | 大正9年（1920年）5月       | 大正13年（1924年）5月1日   |      |
| 5  | 君ヶ袋和多利 | 大正13年（1924年）5月16日  | 昭和3年（1928年）5月10日   |      |
| 6  | 浅野松蔵     | 昭和3年（1928年）5月30日   | 昭和5年（1930年）3月1日    |      |
| 7  | 佐藤信一     | 昭和5年（1930年）3月2日    | 昭和9年（1934年）7月8日    |      |
| 8  | 一条久之進   | 昭和9年（1934年）6月16日   | 昭和20年（1945年）2月      |      |
| 9  | 清水久之助   | 昭和20年（1945年）2月8日   | 昭和22年（1947年）3月20日  |      |
| 10 | 赤間兵吉     | 昭和22年（1947年）4月5日   | 昭和28年（1953年）11月10日 |      |
| 11 | 浅野憲一郎   | 昭和28年（1953年）12月4日  | 昭和30年（1955年）4月19日  |      |